# Malom-völgyi-patak
A Malom-völgyi-patak a Börzsönyben ered, Kóspallag északi határában, Pest vármegyében, mintegy 610 méter tengerszint feletti magasságban. A patak forrásától kezdve északi, majd északnyugat-nyugati irányban halad, majd Zebegénynél éri el a Dunát.
A patakba ömlik a Hosszú-völgyi-patak, amely a Lóhegyi-patak által jut el a Malom-völgyi-patakba, illetve a Kis-Hanta-patak, amely Kóspallagtól délre folyik bele.

## Part menti települések
- Kóspallag
- Zebegény